# Challans
Pour les articles homonymes, voir Noire de Challans.
Pour les articles ayant des titres homophones, voir Chaland, Challan, Challand et Challant (homonymie).
Challans est une commune française située dans le département de la Vendée, en région Pays de la Loire. La commune compte 22 890 habitants en 2022 selon l'Insee.

## Géographie

Représentations cartographiques de la commune
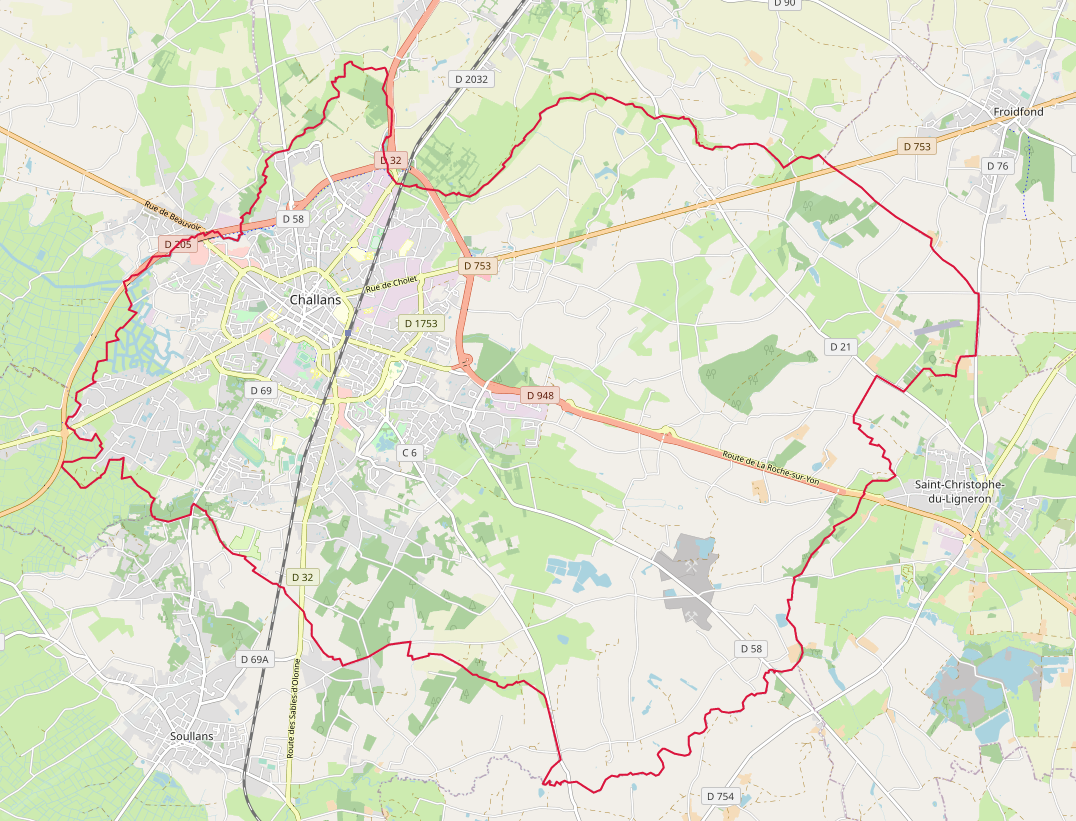
Carte OpenStreetMap.
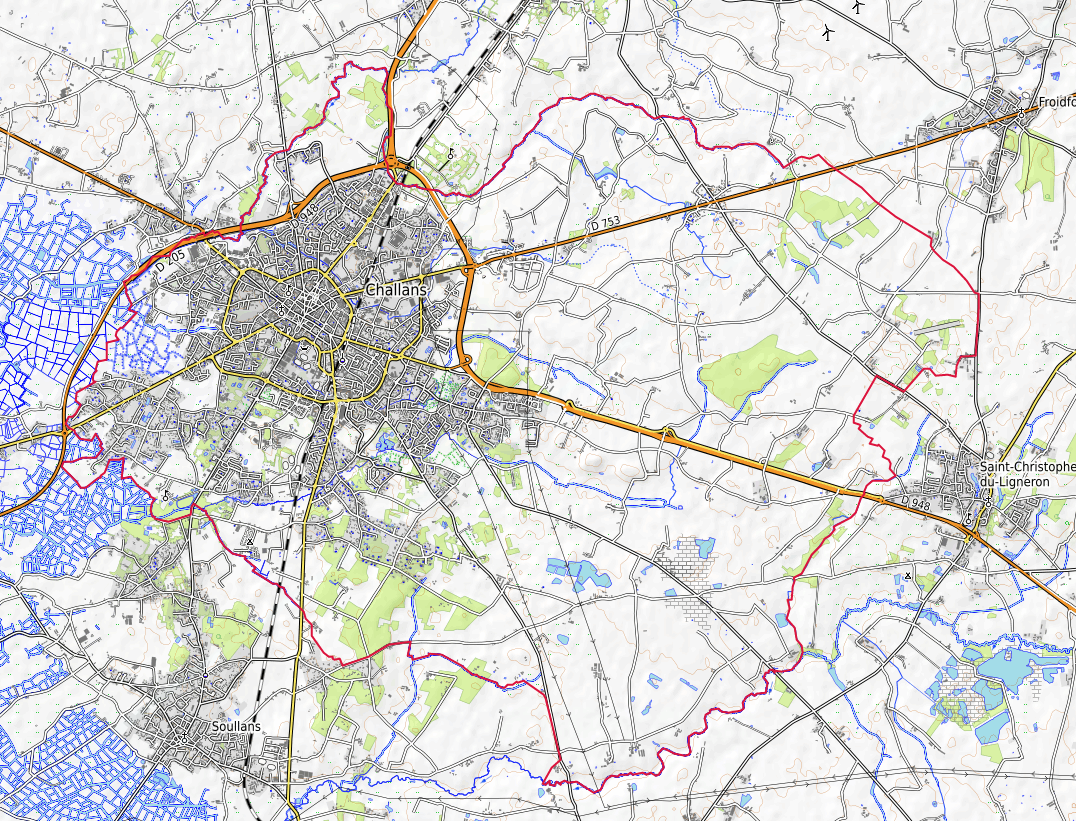
Carte topographique.

### Localisation
Challans se situe dans le nord-ouest de la Vendée. La ville est située à 40 km de La Roche-sur-Yon et des Sables-d'Olonne, 55 km de Nantes (la partie vendéenne de la route Nantes-Challans est en 2×2 voies depuis 2005), 15 km de Saint-Gilles-Croix-de-Vie et de Saint-Jean-de-Monts, 35 km de Noirmoutier. Géographiquement, Challans se situe en bordure du Marais breton, à 15 km du littoral atlantique. La ville est traversée par le Grand Étier de Sallertaine.
Le territoire municipal de Challans s'étend sur 6 547 hectares. L'altitude moyenne de la commune est de 29 mètres, avec des niveaux fluctuant entre 1 et 64 mètres,. 

### Communes limitrophes
Les communes limitrophes sont Commequiers, Froidfond, La Garnache, Le Perrier, Saint-Christophe-du-Ligneron, Sallertaine et Soullans.
| Sallertaine | Sallertaine La Garnache | La Garnache Froidfond                    |
| Sallertaine | Challans                | Froidfond Saint-Christophe-du-Ligneron   |
| Le Perrier  | Commequiers Soullans    | Saint-Christophe-du-Ligneron Commequiers |

### La Bloire

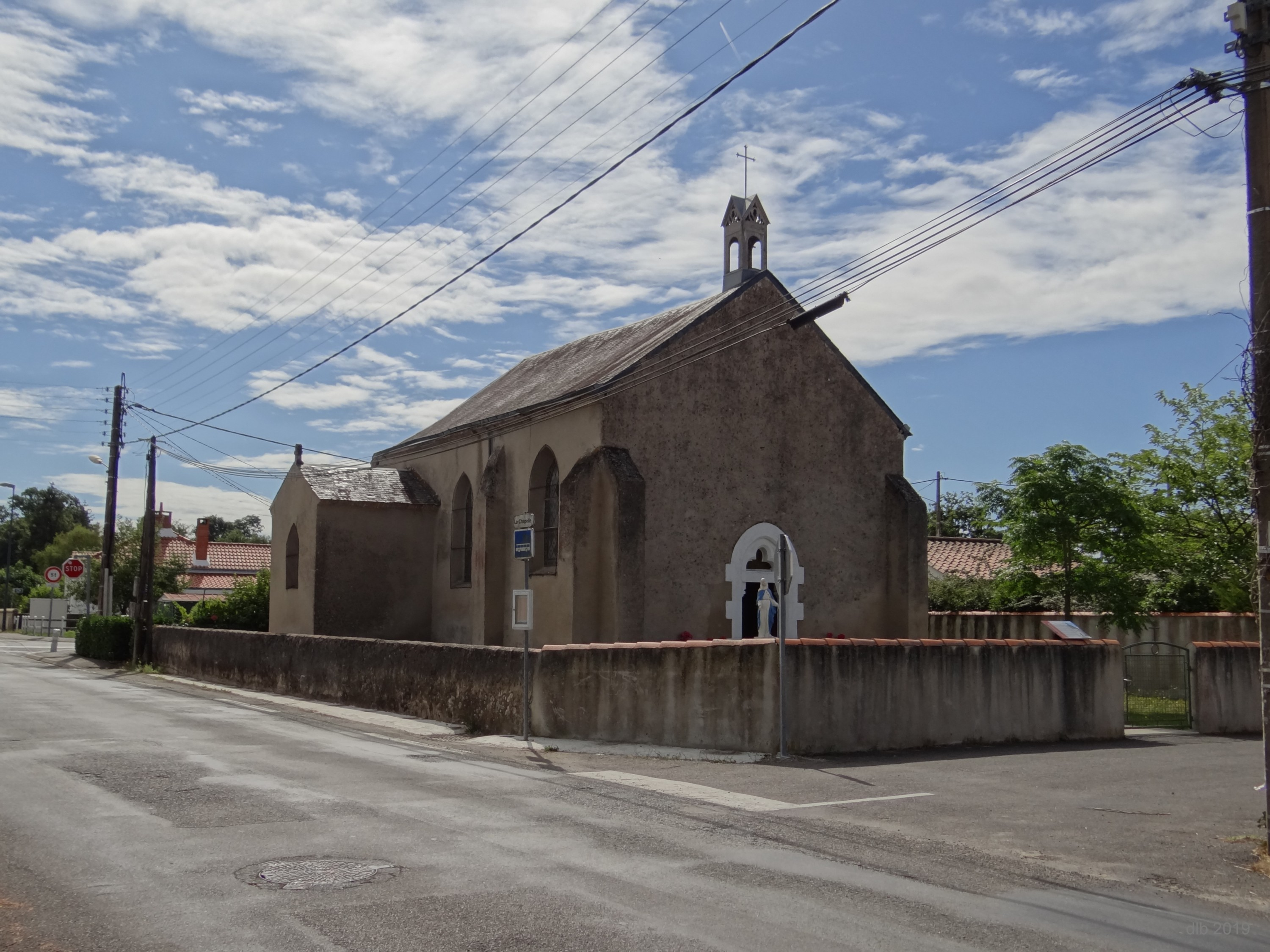
Chapelle de la Bloire, XIXe siècle (Challans).

Un ancien village, la Bloire, est aujourd'hui rattaché à la ville de Challans. Il avait sa propre école publique, sa chapelle (Chapelle de l'Immaculée conception construite à partir de 1857 et inaugurée le 19 septembre 1860). La Bloire tirait sa prospérité de la présence de nombreuses tuileries.
On y trouve également, chemin du Gué Monnier, un petit mégalithe : la Pierre au vinaigre, dont une légende dit qu'il était le centre géographique de Challans - mais ce pourrait être un bornage médiéval selon le préhistorien Gérard Bénéteau.

### Climat
Pour des articles plus généraux, voir Climat des Pays de la Loire et Climat de la Vendée.
En 2010, le climat de la commune est de type climat océanique franc, selon une étude du CNRS s'appuyant sur une série de données couvrant la période 1971-2000. En 2020, Météo-France publie une typologie des climats de la France métropolitaine dans laquelle la commune est exposée à un climat océanique et est dans la région climatique  Bretagne orientale et méridionale, Pays nantais, Vendée, caractérisée par une faible pluviométrie en été et une bonne insolation. 
Pour la période 1971-2000, la température annuelle moyenne est de 12,4 °C, avec une amplitude thermique annuelle de 13,2 °C. Le cumul annuel moyen de précipitations est de 783 mm, avec 12,7 jours de précipitations en janvier et 6,2 jours en juillet. Pour la période 1991-2020, la température moyenne annuelle observée sur la station météorologique de Météo-France la plus proche, sur la commune du Perrier à 9 km à vol d'oiseau, est de 12,8 °C et le cumul annuel moyen de précipitations est de 762,1 mm,. Pour l'avenir, les paramètres climatiques de la commune estimés pour 2050 selon différents scénarios d'émission de gaz à effet de serre sont consultables sur un site dédié publié par Météo-France en novembre 2022.
| Mois                                  | jan.             | fév.          | mars          | avril           | mai            | juin           | jui.          | août            | sep.          | oct.          | nov.            | déc.        | année      |
| ------------------------------------- | ---------------- | ------------- | ------------- | --------------- | -------------- | -------------- | ------------- | --------------- | ------------- | ------------- | --------------- | ----------- | ---------- |
| Température minimale moyenne (°C)     | 4,1              | 3,6           | 5,4           | 7               | 10,1           | 12,9           | 14,4          | 14,1            | 11,7          | 9,8           | 6,5             | 4,4         | 8,7        |
| Température moyenne (°C)              | 6,9              | 7,1           | 9,3           | 11,4            | 14,6           | 17,6           | 19,3          | 19,3            | 16,8          | 13,8          | 9,9             | 7,5         | 12,8       |
| Température maximale moyenne (°C)     | 9,8              | 10,5          | 13,2          | 15,7            | 19,1           | 22,3           | 24,1          | 24,4            | 21,9          | 17,7          | 13,4            | 10,5        | 16,9       |
| Record de froid (°C) date du record   | −10,2 02.01.1997 | −8,7 12.02.12 | −8,5 01.03.05 | −3 03.04.1996   | 0,5 14.05.1995 | 4,2 02.06.1997 | 7,2 16.07.00  | 5,7 08.08.1996  | 1,7 29.09.07  | −5 30.10.1997 | −7,2 21.11.1993 | −9 16.12.01 | −10,2 1997 |
| Record de chaleur (°C) date du record | 16,5 24.01.16    | 21,3 27.02.19 | 24,6 19.03.05 | 28,6 29.04.1994 | 31 22.05.22    | 38,6 27.06.19  | 40,9 18.07.22 | 37,1 02.08.1990 | 33,5 04.09.23 | 29,9 08.10.23 | 21,1 01.11.15   | 17 07.12.00 | 40,9 2022  |
| Précipitations (mm)                   | 80,3             | 61,9          | 51,4          | 56,1            | 52,3           | 43,1           | 36,9          | 44,1            | 63,2          | 91,5          | 92,2            | 89,1        | 762,1      |

## Urbanisme

### Typologie
Au 1er janvier 2024, Challans est catégorisée petite ville, selon la nouvelle grille communale de densité à sept niveaux définie par l'Insee en 2022.
Elle appartient à l'unité urbaine de Challans, une agglomération intra-départementale regroupant trois  communes, dont elle est ville-centre,,. Par ailleurs la commune fait partie de l'aire d'attraction de Challans, dont elle est la commune-centre,. Cette aire, qui regroupe 12 communes, est catégorisée dans les aires de moins de 50 000 habitants,.

### Occupation des sols

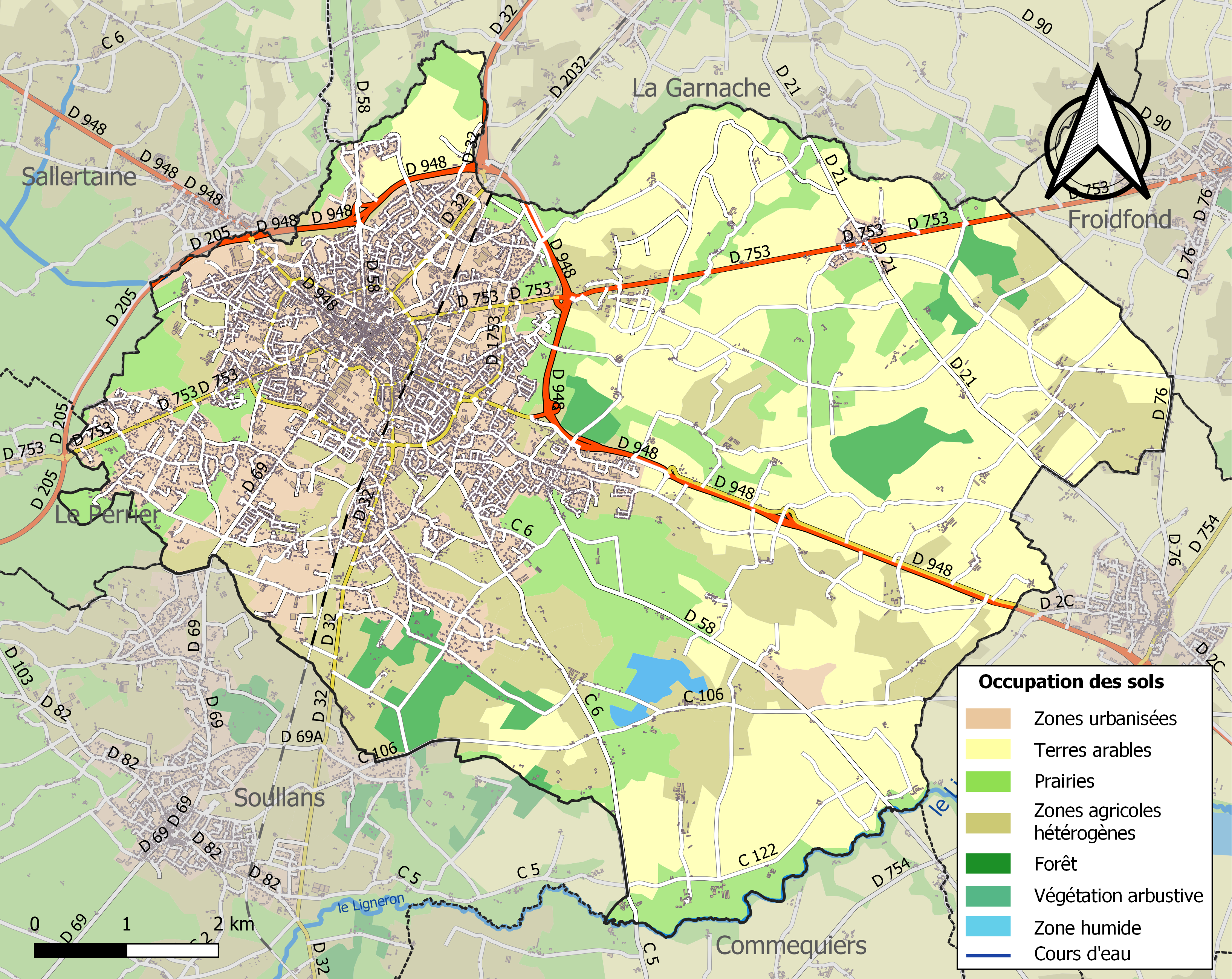
Carte des infrastructures et de l'occupation des sols de la commune en 2018 (CLC).

L'occupation des sols de la commune, telle qu'elle ressort de la base de données européenne d’occupation biophysique des sols Corine Land Cover (CLC), est marquée par l'importance des territoires agricoles (70,7 % en 2018), en diminution par rapport à 1990 (75,4 %). La répartition détaillée en 2018 est la suivante : 
terres arables (35,8 %), zones agricoles hétérogènes (19,6 %), zones urbanisées (19,5 %), prairies (15,3 %), forêts (4,1 %), zones industrielles ou commerciales et réseaux de communication (3,8 %), espaces verts artificialisés, non agricoles (1 %), eaux continentales (0,6 %), mines, décharges et chantiers (0,4 %). L'évolution de l’occupation des sols de la commune et de ses infrastructures peut être observée sur les différentes représentations cartographiques du territoire : la carte de Cassini (XVIIIe siècle), la carte d'état-major (1820-1866) et les cartes ou photos aériennes de l'IGN pour la période actuelle (1950 à aujourd'hui).

## Toponymie
En poitevin, la commune serait appelée Chaland.

## Histoire

### Préhistoire et antiquité
Les origines de Challans remontent à la préhistoire comme en témoignent les sites mégalithiques retrouvés dans la région[réf. souhaitée]. Le nom de la ville viendrait du terme « kal » qui signifie abri, village.[réf. souhaitée]
De l'époque gallo-romaine, on connaît une villa gallo-romaine, située à la Filaudière, non loin de l'occupation antique[précision nécessaire] de Pont Habert-La Caillaudière à Sallertaine.

### Moyen Âge
Durant le Moyen Âge, la ville est située sous le contrôle de la baronnie de Commequiers. C’est à cette époque que le village commence à se développer en accueillant ses premières foires.

### Les Templiers et les Hospitaliers
L'ancienne commanderie de Coudrie dont la chapelle du XIIe siècle, remaniée au XVe siècle, est classée monument historique par arrêté du 30 janvier 1995. Elle fut l'une des premières commanderies des Templiers, reprise par les Hospitaliers après la destruction de l'Ordre du temple . Depuis 2024, la commanderie accueille un chantier de bénévoles de l'association Chantier histoire et architecture médiévales, qui vise à restaurer le site.

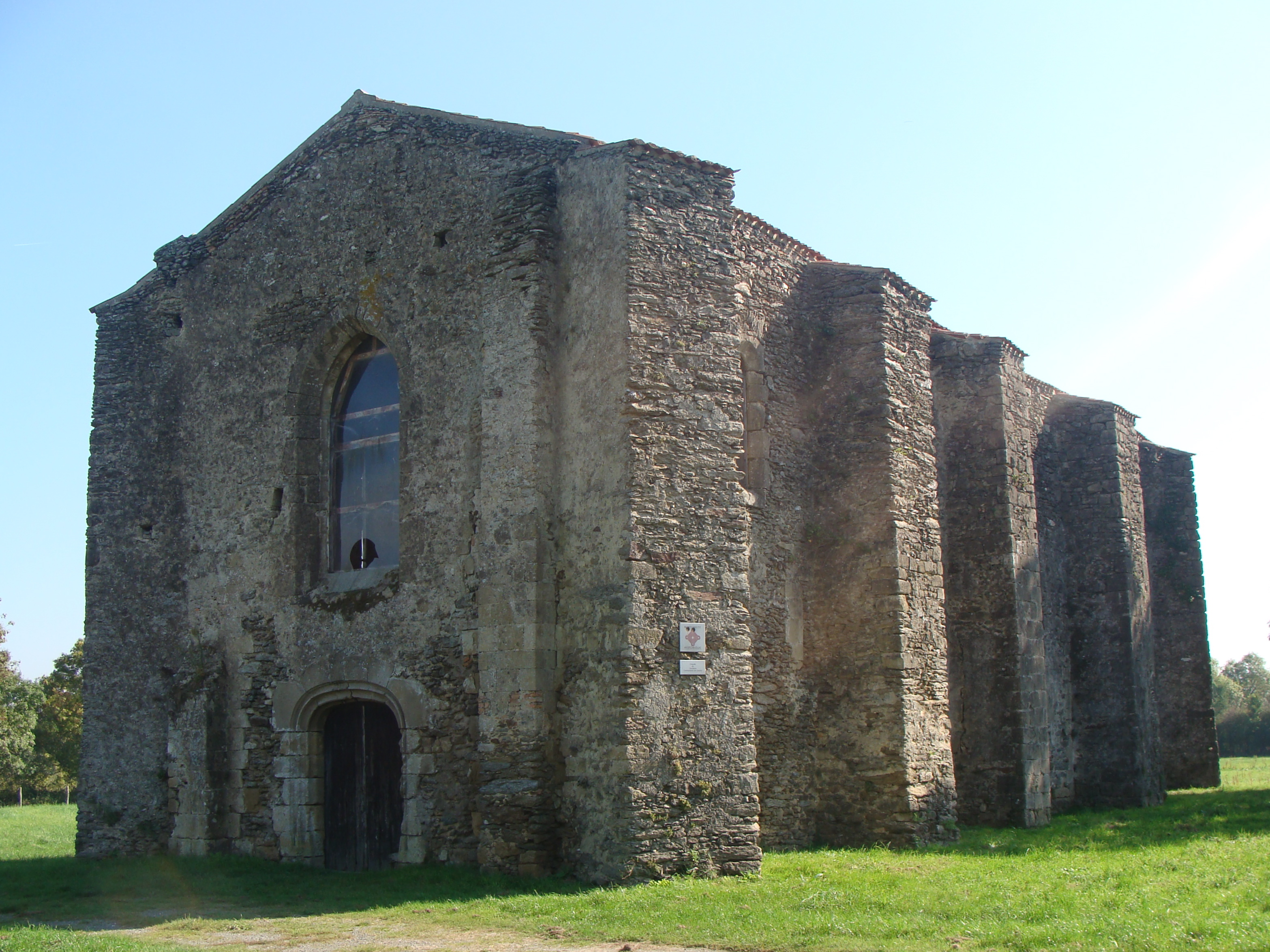
Commanderie de Coudrie.
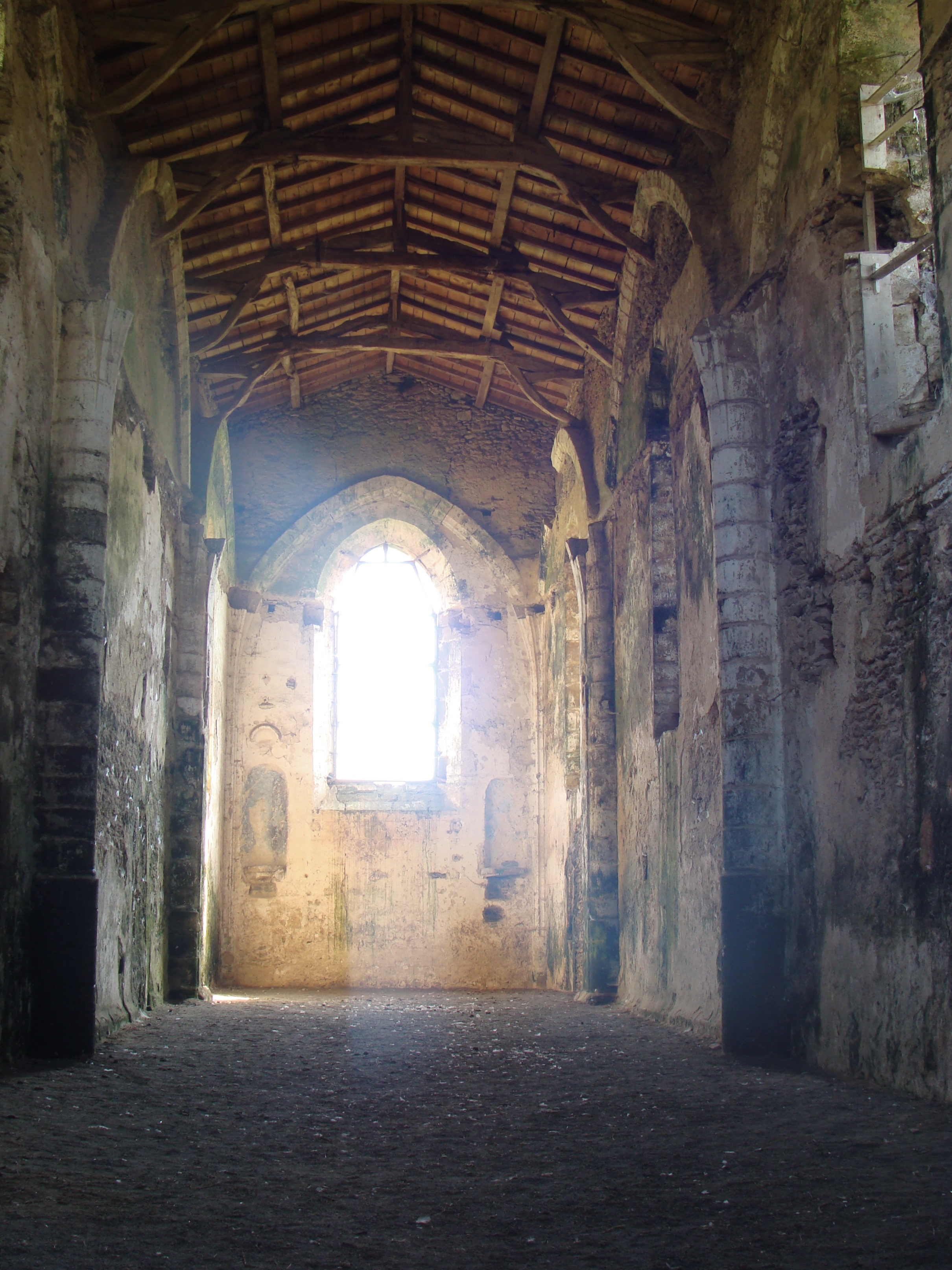
Commanderie de Coudrie.

### Ancien régime
Après le démantèlement du château de Commequiers au XVIIe siècle, Challans devient le pôle administratif de la région.
La venue de Louis XIII à Challans est racontée par l'abbé Germain Regnaudineau, témoin oculaire, avant la bataille de l'Ile de Rié : « le jeûdy quatorzieme jour du mois d'Avril 1622, le Roy Louis treizième vint de Legé » loger dans la ville de Challans « avec toute son Armée, ses Régiments d'Infanterie & Cavalerie, plus une grande partie de sa cour, dont Mgr le Cardinal de Retz, Mgr l'Archevêque de Rheims, et le Comte de Saint Pol (...) Le logis de Sa Majesté fut cheux Macé Grousteau, Sir de la Convoidoire ; celui de Monsieur le Prince cheux Madame de Logerie ; & celui de Monsieur de Soissons celui des héritiers défunt Plomin, devant la Halle, au bourg, vers le minage. » Le lendemain matin, « levé dès 4 heures, le Roy eut le temps de faire sa prière dans l'église du village, ainsi que d'y entendre la sainte messe. » Hélas, cette ancienne église de Challans sera pourtant détruite au XIXe siècle.

### La Révolution
La Révolution fait de Challans un chef-lieu de district. Mais la ville est également touchée par les guerres de Vendée et de nombreux affrontements y opposent les soldats de la République et les Vendéens de l'Armée catholique et royale. Ainsi dès le début de l’insurrection le 13 mars 1793, la ville est occupée par les royalistes. La première véritable bataille s’y déroule un mois plus tard, le 13 avril 1793, date à laquelle les républicains parviennent à reprendre la ville. Deux autres batailles ont lieu le 7 avril et le 6 juin 1794 lorsque les Blancs attaquent la ville. À chaque fois, les Bleus sortent vainqueurs.

### Histoire moderne
Par ordonnance royale du 11 juillet 1827, la commune de Coudrie est supprimée et réunie à Challans.
Au XIXe siècle, la ville prend son essor économique grâce au développement des voies de circulation et de la voie ferrée Nantes - La Roche-sur-Yon par Challans (devenue plus tard Nantes - Saint-Gilles-Croix-de-Vie), ainsi que la ligne de chemin de fer sur route (tramway) qui la relie à Fromentine, et offre entre autres un lien d'un côté avec le marché et les foires de Challans, de l'autre avec les îles de Noirmoutier et Yeu.

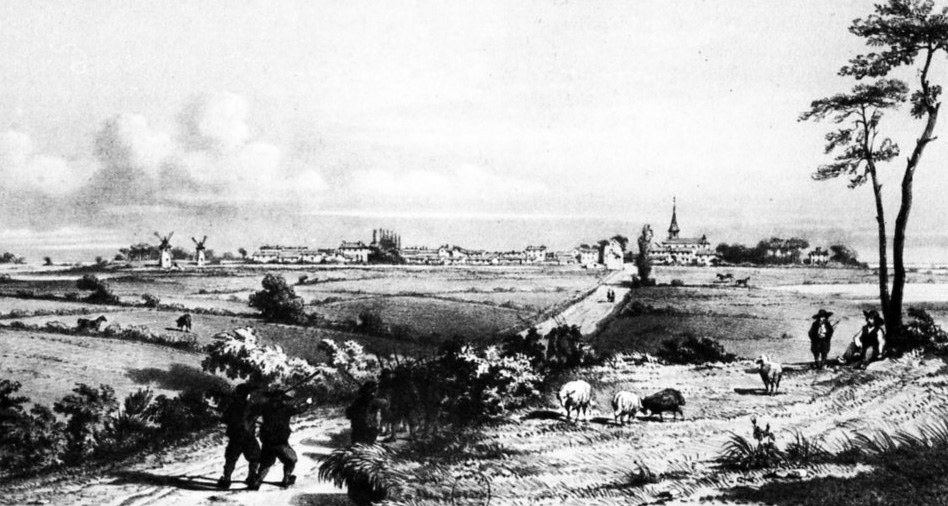
Gravure de Challans au XIXe siècle.

Le général de Gaulle, alors président de la République, visite Challans le 19 mai 1965. Il y tient un discours, place des Marronniers, devant l'église, en présence notamment du maire Jean Léveillé et de la doctoresse et alpiniste Colette Le Bret. Les micros ont été installés sur le parvis, qui est en hauteur, et qui a servi de tribune. Des habitants (les gendarmes ont demandé aux militants communistes de rester chez eux) et un groupe folklorique assistent à cette allocution.

## Emblèmes

### Héraldique
| Blason | Blasonnement : D'azur au chaland d'or, habillé et flammé d'argent, accompagné en chef à dextre d'une étoile aussi d'or et à senestre d'une tour du même ouverte du champ. |

### Devise
La devise de Challans : In Viam Prosperitatis Et Pacis. Dans la voie de la prospérité et de la paix. Ou Sur le chemin de la paix et de la prospérité.

## Politique et administration

### Tendances politiques et résultats
À l'instar des électeurs du département de la Vendée - soit 61,14 % de oui - lors du référendum du 27 avril 1969 proposé par le général de Gaulle, ceux de la commune de Challans votent majoritairement en faveur de la réforme proposée, soit 2 534 voix pour et 1 612 voix contre [note 6].

## Population et société

### Démographie
Challans est la ville principale de l'aire urbaine qui porte son nom. Selon l'Insee, le découpage établi en 2010 inclut dans cette aire les communes de Sallertaine et Soullans. L'aire urbaine de Challans était peuplée de 25 059 habitants au 1er janvier 2008.

#### Évolution démographique
L'évolution du nombre d'habitants est connue à travers les recensements de la population effectués dans la commune depuis 1793. Pour les communes de plus de 10 000 habitants les recensements ont lieu chaque année à la suite d'une enquête par sondage auprès d'un échantillon d'adresses représentant 8 % de leurs logements, contrairement aux autres communes qui ont un recensement réel tous les cinq ans,.

En 2022, la commune comptait 22 890 habitants, en évolution de +12,74 % par rapport à 2016 (Vendée : +5,33 %, France hors Mayotte : +2,11 %).
| 1793  | 1800  | 1806  | 1821  | 1831  | 1836  | 1841  | 1846  | 1851  |
| ----- | ----- | ----- | ----- | ----- | ----- | ----- | ----- | ----- |
| 2 500 | 2 783 | 2 928 | 3 307 | 3 288 | 3 640 | 3 832 | 4 153 | 4 135 |

| 1856  | 1861  | 1866  | 1872  | 1876  | 1881  | 1886  | 1891  | 1896  |
| ----- | ----- | ----- | ----- | ----- | ----- | ----- | ----- | ----- |
| 4 167 | 4 178 | 4 486 | 4 631 | 4 782 | 4 917 | 5 172 | 5 274 | 5 453 |

| 1901  | 1906  | 1911  | 1921  | 1926  | 1931  | 1936  | 1946  | 1954  |
| ----- | ----- | ----- | ----- | ----- | ----- | ----- | ----- | ----- |
| 5 508 | 5 463 | 5 877 | 5 407 | 5 609 | 5 469 | 5 704 | 5 643 | 5 828 |

| 1962  | 1968  | 1975   | 1982   | 1990   | 1999   | 2006   | 2011   | 2016   |
| ----- | ----- | ------ | ------ | ------ | ------ | ------ | ------ | ------ |
| 6 962 | 8 558 | 11 794 | 12 845 | 14 203 | 16 132 | 17 676 | 18 930 | 20 303 |

| 2021   | 2022   | - | - | - | - | - | - | - |
| ------ | ------ | - | - | - | - | - | - | - |
| 22 494 | 22 890 | - | - | - | - | - | - | - |

#### Pyramide des âges
La population de la commune est relativement âgée.
En 2018, le taux de personnes d'un âge inférieur à 30 ans s'élève à 28,3 %, soit en dessous de la moyenne départementale (31,6 %). À l'inverse, le taux de personnes d'âge supérieur à 60 ans est de 36,9 % la même année, alors qu'il est de 31,0 % au niveau départemental.
En 2018, la commune comptait 9 810 hommes pour 11 088 femmes, soit un taux de 53,06 % de femmes, légèrement supérieur au taux départemental (51,16 %).
Les pyramides des âges de la commune et du département s'établissent comme suit.
| Hommes | Classe d’âge | Femmes |
| ------ | ------------ | ------ |
| 0,9    | 90 ou +      | 1,9    |
| 10,4   | 75-89 ans    | 13,6   |
| 22,1   | 60-74 ans    | 24,4   |
| 21,3   | 45-59 ans    | 19,6   |
| 14,2   | 30-44 ans    | 14,8   |
| 14,9   | 15-29 ans    | 12,8   |
| 16,3   | 0-14 ans     | 12,9   |

| Hommes | Classe d’âge | Femmes |
| ------ | ------------ | ------ |
| 0,8    | 90 ou +      | 2,2    |
| 8,7    | 75-89 ans    | 11,1   |
| 20,3   | 60-74 ans    | 21,3   |
| 20     | 45-59 ans    | 19,4   |
| 17,5   | 30-44 ans    | 16,8   |
| 15     | 15-29 ans    | 13,2   |
| 17,7   | 0-14 ans     | 16,1   |

## Économie
- Challans compte plus de 300 commerces situés tant dans le cœur de la ville  que dans les grandes surfaces alimentaires ou spécialisées en périphérie. La ville accueille trois marchés hebdomadaires (mardi, vendredi et samedi), le marché du mardi étant réputé comme étant le plus important du nord-ouest vendéen.
- La ville de Challans compte environ 1 500 entreprises (commerce + PME-PMI).
- Challans possède une importante activité de menuiserie industrielle et d'ébénisterie.
- Challans est célèbre pour son aviculture dont notamment le célèbre « canard de Challans » qui est servi à « La Tour d'Argent » (Restaurant gastronomique parisien) et le poulet noir de Challans.
- La foire des Minées est l'une des plus importantes foires commerciales en Vendée, son origine remonte au Moyen Âge. De nos jours, elle a lieu une fois par an début septembre. Elle a été le thème de plusieurs flammes d'oblitération postale concernant la ville de Challans, intitulé  dans les années 1960, Challans Foire exposition en septembre, et dans les années 1970 et 1980, Tradition séculaire en septembre foire des minées adorné de l'effigie d'un couple en habits maraîchins.
- La ville possède une antenne de la Chambre de commerce et d'industrie de la Vendée.
- Challans compte deux hypermarchés avec leurs zones commerciales, un supermarché et trois hard discount.

## Attrait touristique
- Du fait de sa position géographique, même si la rocade permet le contournement du centre-ville, Challans est une halte appréciée par de nombreux estivants qui se rendent sur les plages vendéennes (Saint-Jean-de-Monts, Saint-Gilles, Noirmoutier…). L'économie de la ville dépend en partie de cette manne touristique. En plus d'une implantation de nombreux commerces de qualité, pour attirer le tourisme à l’intérieur de la ville, Challans crée en 1987 une foire des quatre jeudis tendant à reproduire l’atmosphère des vieilles foires de la ville au début du XXe siècle avec son folklore local.
- Challans a obtenu trois fleurs au Concours des villes et villages fleuris (palmarès 2007) grâce notamment aux compositions florales de ses ronds-points et espaces verts.

## Lieux et monuments
Deux monuments historiques se trouvent sur la commune, en plus de monuments classiques :
- L'église Notre-Dame de Challans construite entre 1893 et 1897. Elle dépend du diocèse de Luçon[40] et fait partie de la paroisse Saint-Martin de la Rive (avec Sallertaine, Soullans, Commequiers et Saint-Maixent). La particularité de cette église est de ne pas avoir de clocher. On peut voir sur sa façade les « pierres d'attente » qui devaient faire la liaison avec un campanile, mais les fonds manquaient.

On trouve à l'intérieur de Notre-Dame de Challans : 
1. Un tableau représentant la Vierge de l'Assomption peint par Jean-Jacques Lagrenée en 1807. Huile sur toile de 2,20 m par 1,60 m. Ce tableau est classé par arrêté du 19 décembre 1977 et est inscrit à l'inventaire supplémentaire des Beaux-arts. Il est la propriété de la commune de Challans.
2. Un chemin de croix remarquable par le réalisme figuratif de ses personnages ; il a reçu, en 1900, le premier Prix à l’Exposition universelle de Paris[précision nécessaire].
3. Une croix mérovingienne provenant de l'ancienne église de Challans et encastrée dans le mur de la nouvelle, à gauche du chœur.

- Le clocher de l'ancienne église de Challans, partie sauvegardée d'un édifice du XIe siècle (construit sur un oratoire chrétien du VIe siècle et détruit en 1899). Mais il en était le clocher neuf, élevé entre 1862 et 1865. Cette ancienne église, elle, avait donc deux clochers, l'ancien se dressant entre le chœur et la nef.
- Le logis de La Vérie est une maison du XVIIe siècle, inscrit par arrêté du 12 octobre 1964.
- La ferme de la Terrière, bâtiment de la fin du XIXe siècle, abrite notamment l'association Autrefois Challans[41] qui, au travers d'animations (la principale étant Les Foires à l'ancienne, ou la Foire des 4-Jeudis) et d'expositions, perpétue les coutumes du nord-ouest vendéen.

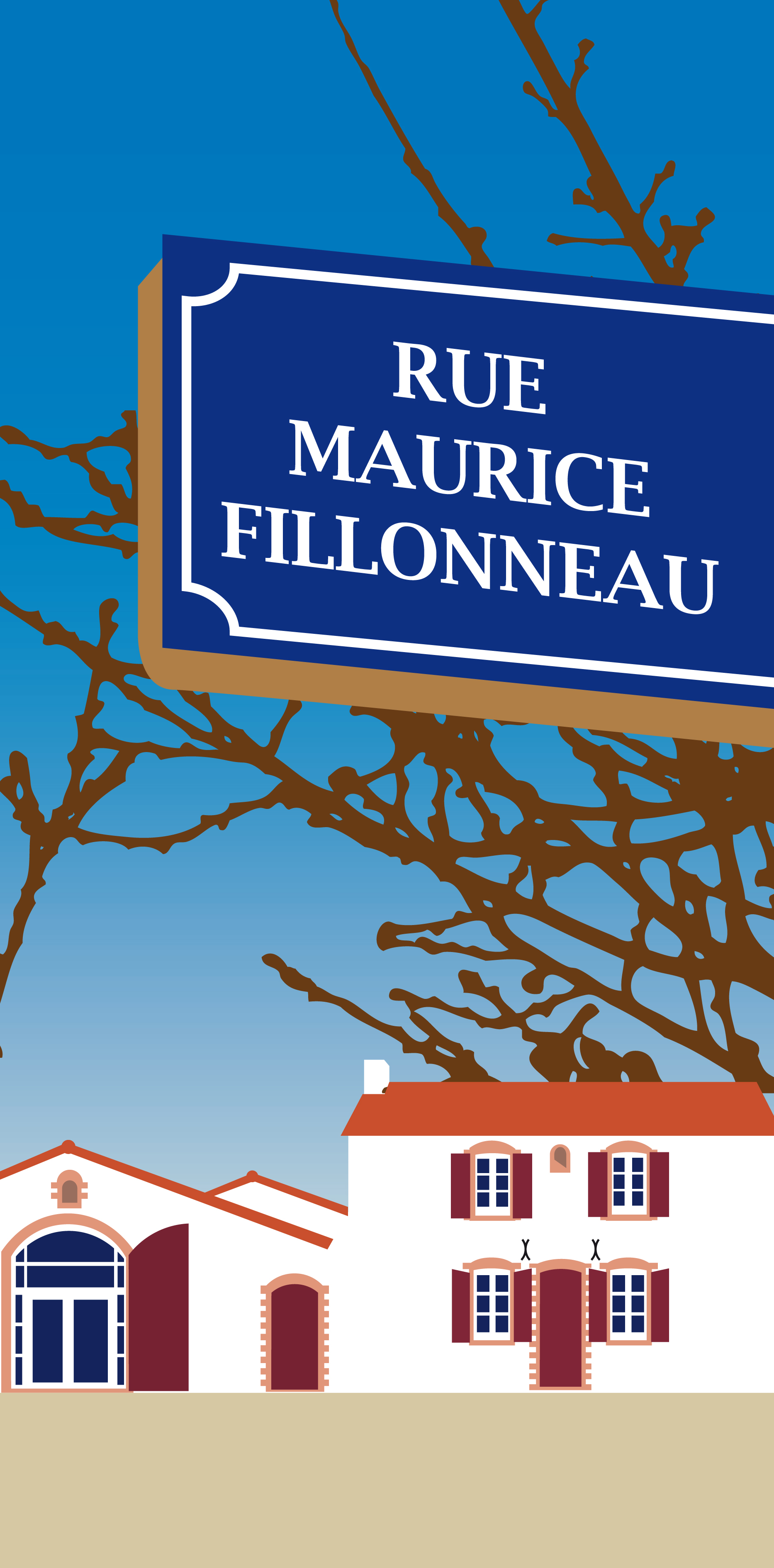
Ferme de la Terrière rue Maurice-Fillonneau, illustration.
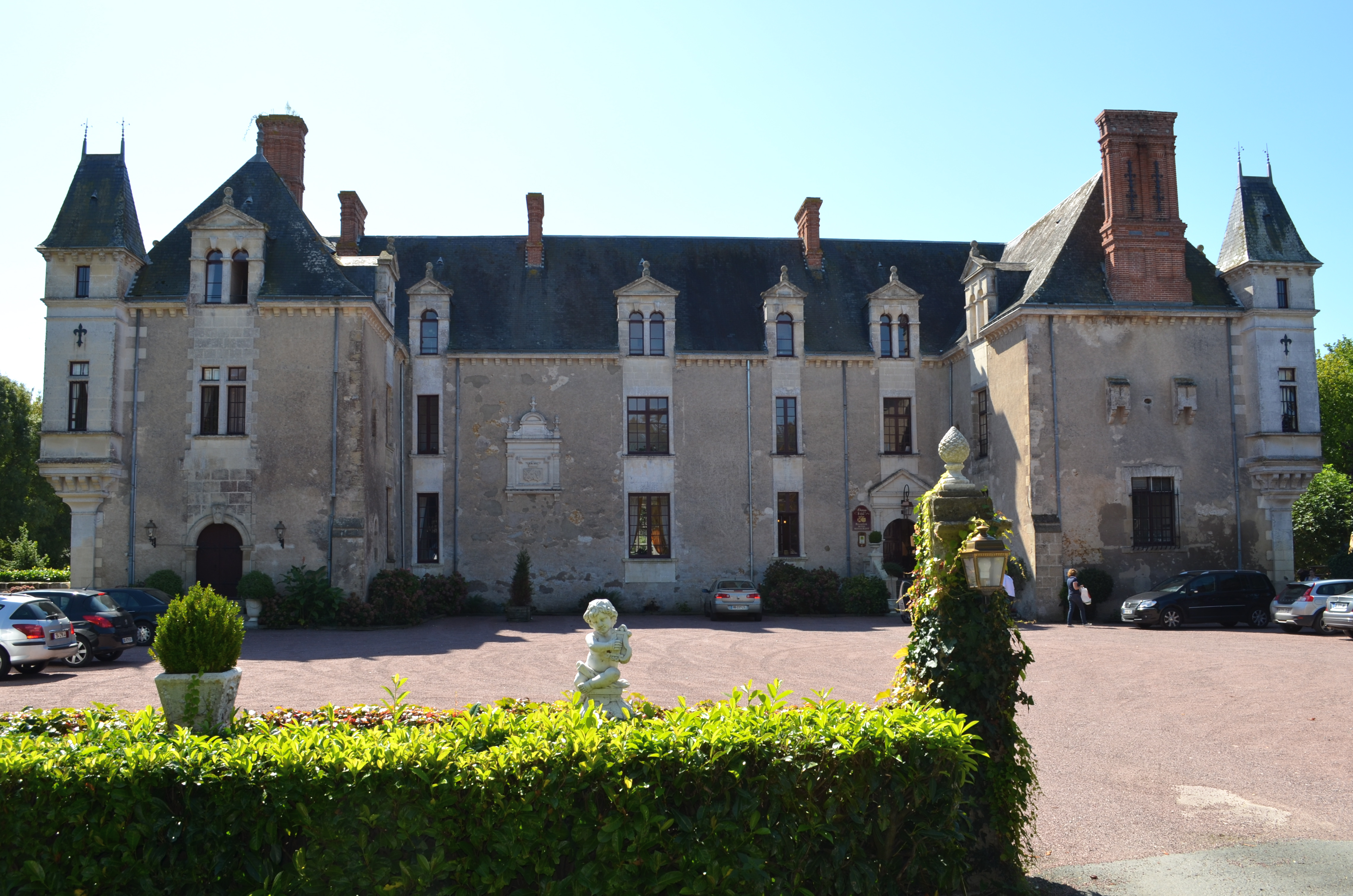
Logis de La Vérie.
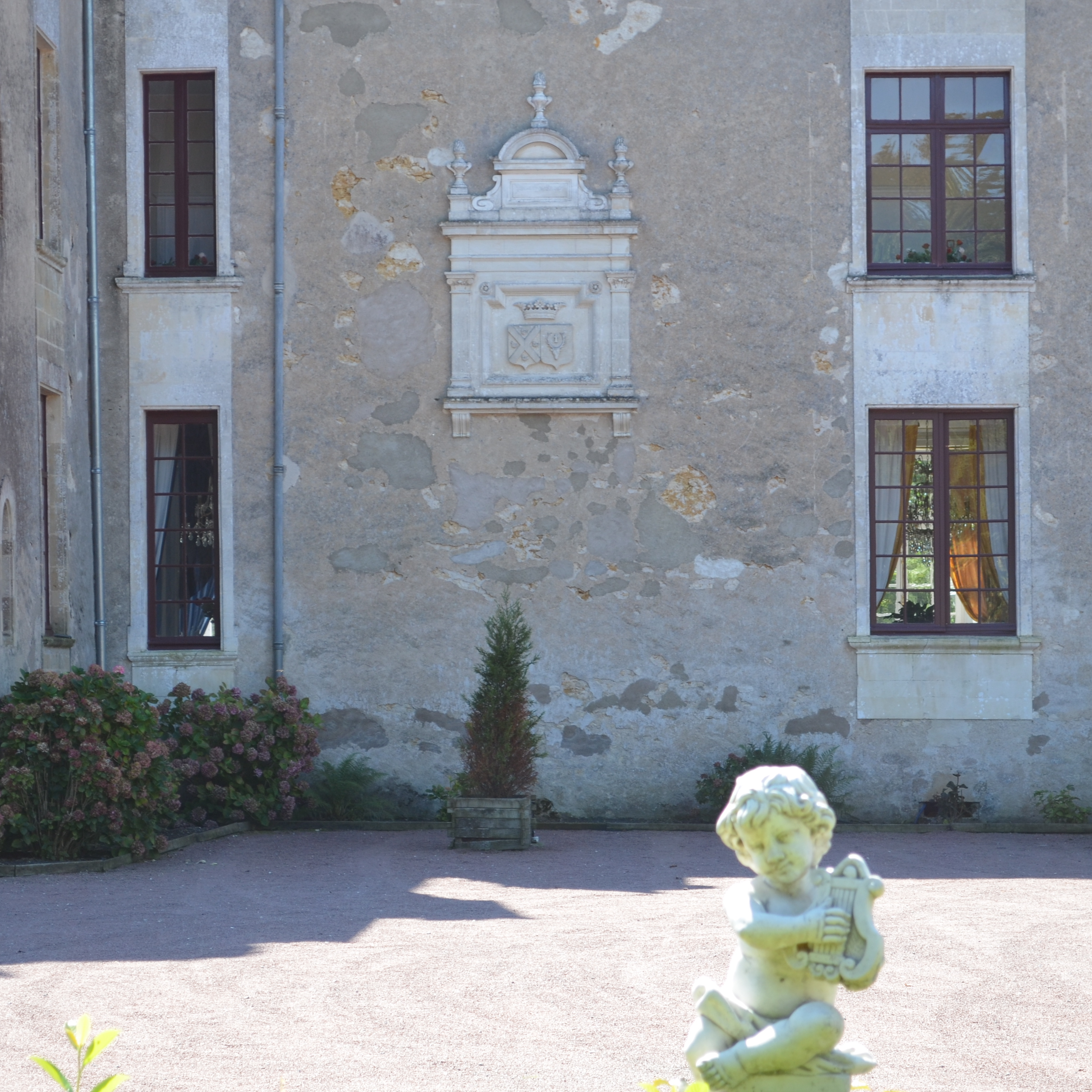
Logis de La Vérie.
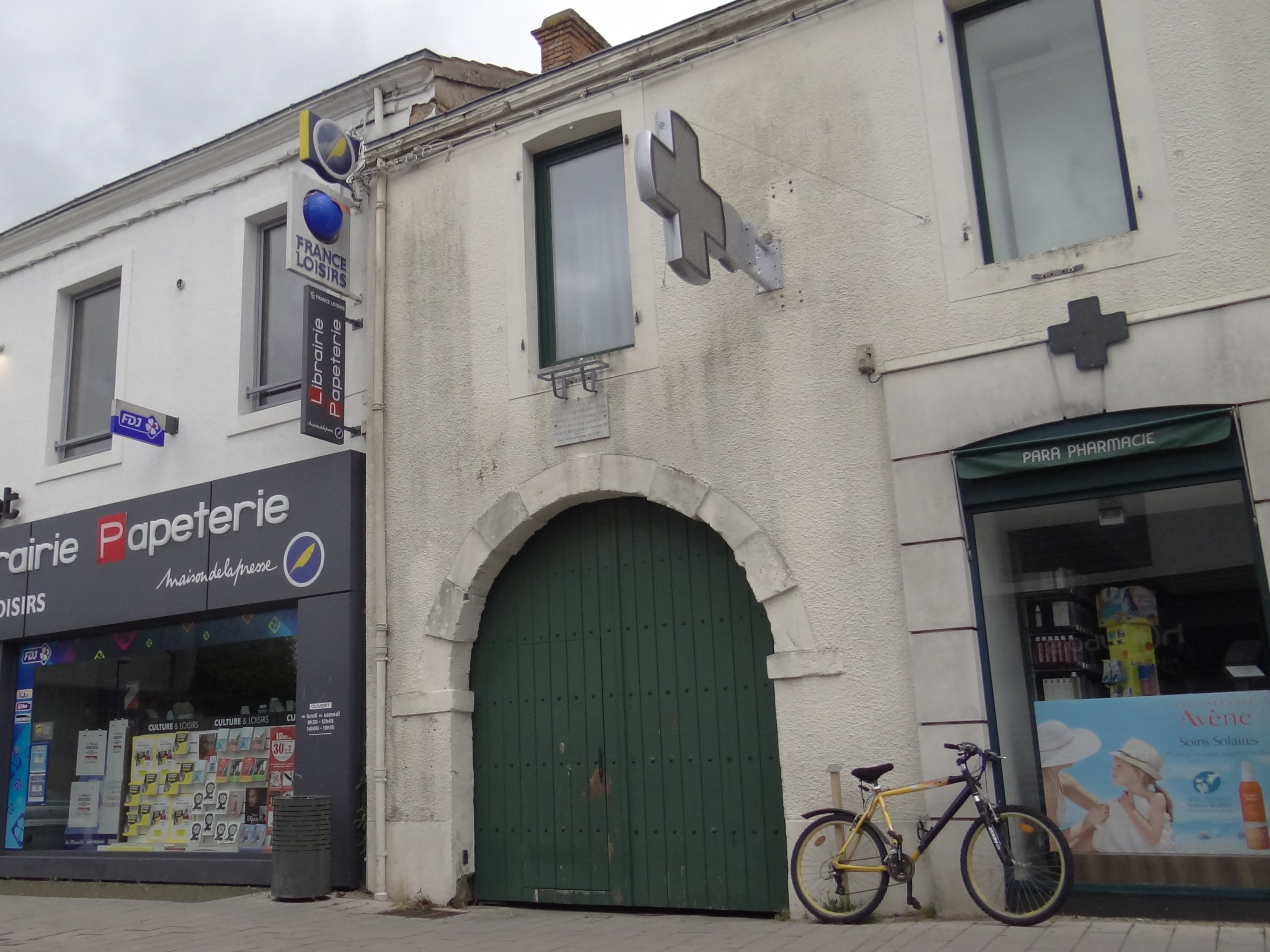
Porche et maison, rue Carnot, ancienne auberge où coucha Louis XIII le 14 avril 1622 avant la bataille de Riez.
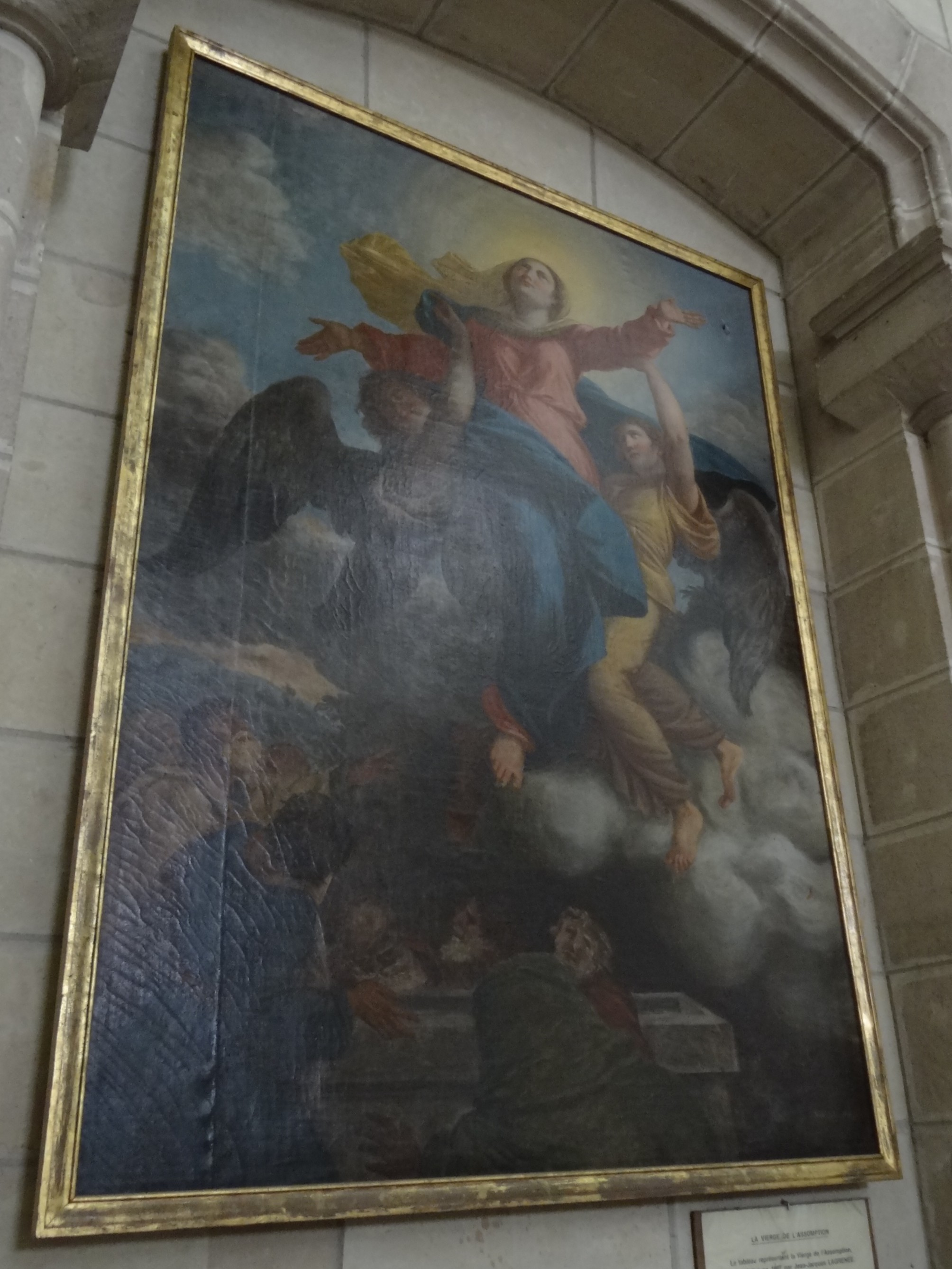
Tableau de la Vierge de l'assomption peint par Jean-Jacques Lagrenée.
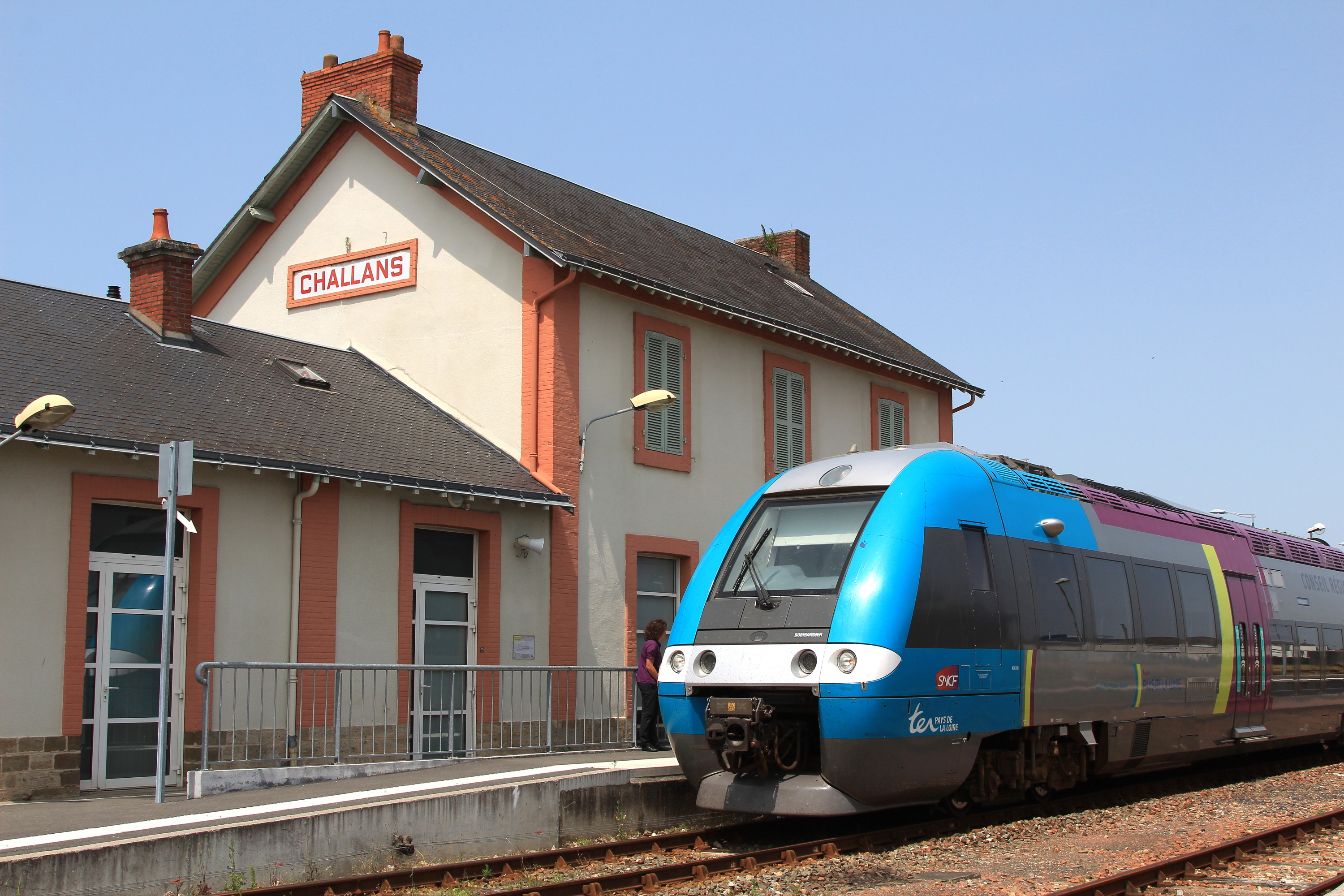
La gare.

### Patrimoine culturel
Plusieurs sculptures ou bas-reliefs des frères Jean et Joël Martel :
- Monument Milcendeau (1947), jardin de l'ancienne mairie - Espace Jean et Joël Martel ;
- Fronton du théâtre Le Marais (1950) - rue Carnot ;
- Calvaire du Puits Jacob (1951) - route de Froidfond ;
- Perrette et le pot au lait (1964) - rue des Barrières.

## Culture
Challans dispose d'une médiathèque (médiathèque Diderot) ; d'une salle polyvalente (les Salles Louis-Claude Roux) ; d'un théâtre (théâtre le Marais, ancienne salle paroissiale) ; d'une école de musique (la Maison des arts, conservatoire communal).
Challans est l'une des 11 villes qui accueillent le festival de musique Ma Région Virtuose (ex La Folle journée en région), événement qu'elle intègre à sa saison culturelle.

## Presse
- Ouest-France Challans.
- Le Courrier vendéen.
- Les Nouvelles de Challans
- NOV FM.

## Personnalités liées à la commune
- Julie Delafosse, actrice née à Challans le 11 juin 1975, ex épouse de Louis Bertignac.
- Julien-Urbain-François-Marie-Riel Lefebvre de La Chauvière, (1757-1816), né à Challans, membre de la Convention, député au Conseil des Cinq-Cents.
- Jacqueline Auriol (nom de jeune fille, Jacqueline Douet), née à Challans le 5 novembre 1917 ; aviatrice, pilote d’essai.
- Jean et Joël Martel, sculpteurs (nés à Nantes).
- Henry Murail, sculpteur[42]. Né à Paulx en 1932 et mort à Challans en 2012. La commune de Challans lui a commandé le buste de Marianne qui se trouve dans la salle des mariages du nouvel hôtel de ville.
- Le champion de motocross Thierry Béthys[43] est né à Challans le 7 juillet 1971. Il a notamment gagné l’enduro du Touquet à trois reprises.
- François Boux de Casson, député sous la Troisième République, fut conseiller général de la Vendée et conseiller municipal de Challans.
- Lucien Dodin, inventeur né à Challans en 1900 et décédé à Montpellier en 1989. Il est le fils du maire de Challans Lucien Dodin (même prénom).
- Maurice Fillonneau (1930-2000), né à Machecoul et décédé à Challans, artiste peintre, aquarelliste, ayant notamment été le directeur artistique des crèches monumentales de l'église de Challans réalisées par une centaine de bénévoles de 1971 à 1976.
- Jean-Charles Gaudin, scénariste de bande dessinée.
- Anthony Michineau, né à Challans en 1973, comédien, metteur en scène, auteur.
- Cassandra Guilaine, née à Challans, twirler française.
- Imane Laurence, née à Challans en 2000, actrice française.
- Arnold Jeannesson, cycliste professionnel.
- Kevin Ledanois, cycliste professionnel.
- Ulrich Ramé, footballeur professionnel ayant fait ses débuts au Sporting-Club de Challans.
- Philippe Violeau, footballeur professionnel de 1988 à 2006, champion de France avec Auxerre (1996) et Lyon (2002, 2003 et 2004).
- Joseph-Alexis Robert de Lézardière, député de la Vendée.
- Pauline de Lézardière, historienne née à Challans, au château de la Vérie, le 25 mars 1754.
- Éric Raffin, né en 1981 à Challans, driver de trot attelé.

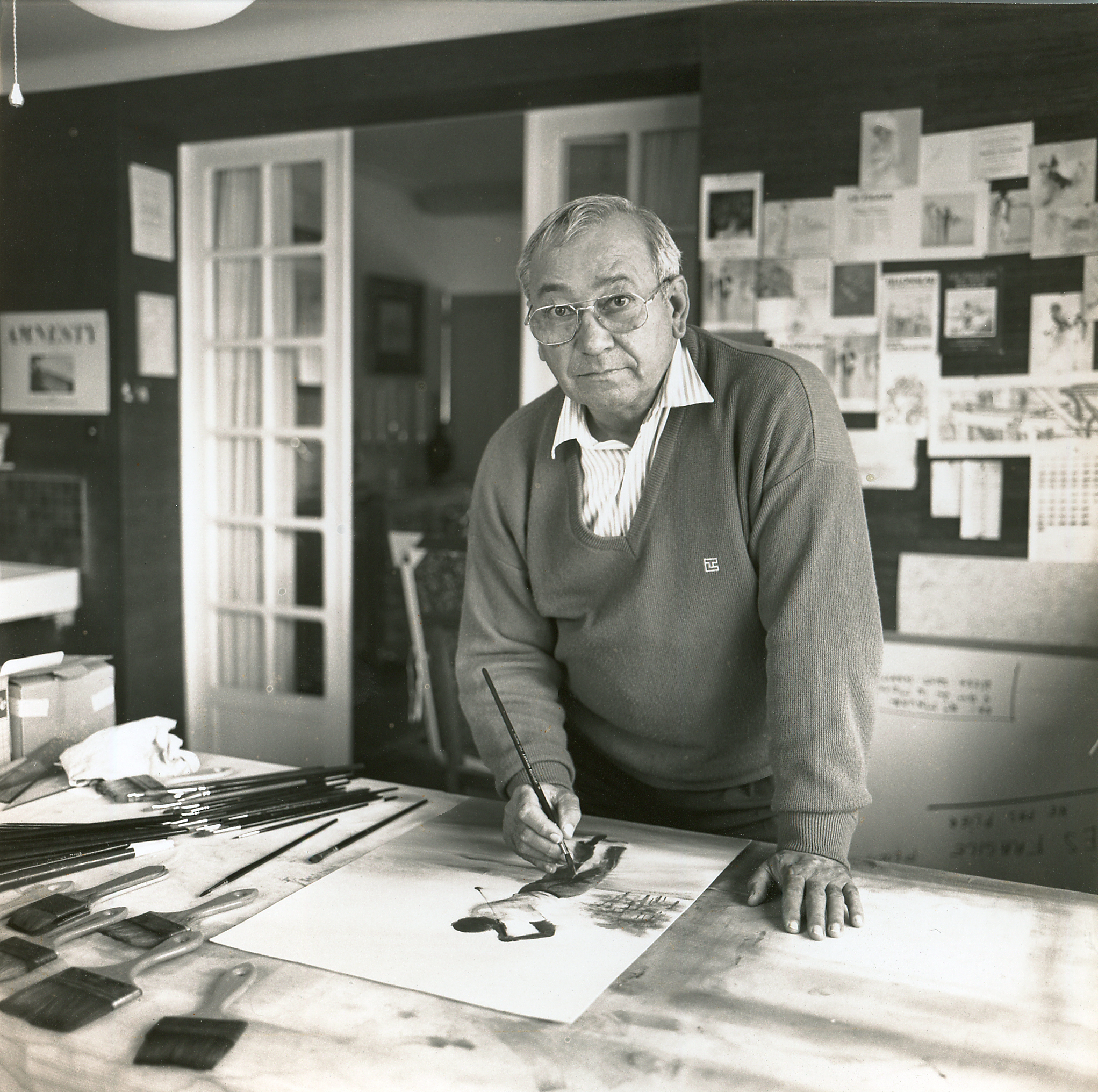
Maurice Fillonneau, artiste peintre, aquarelliste.
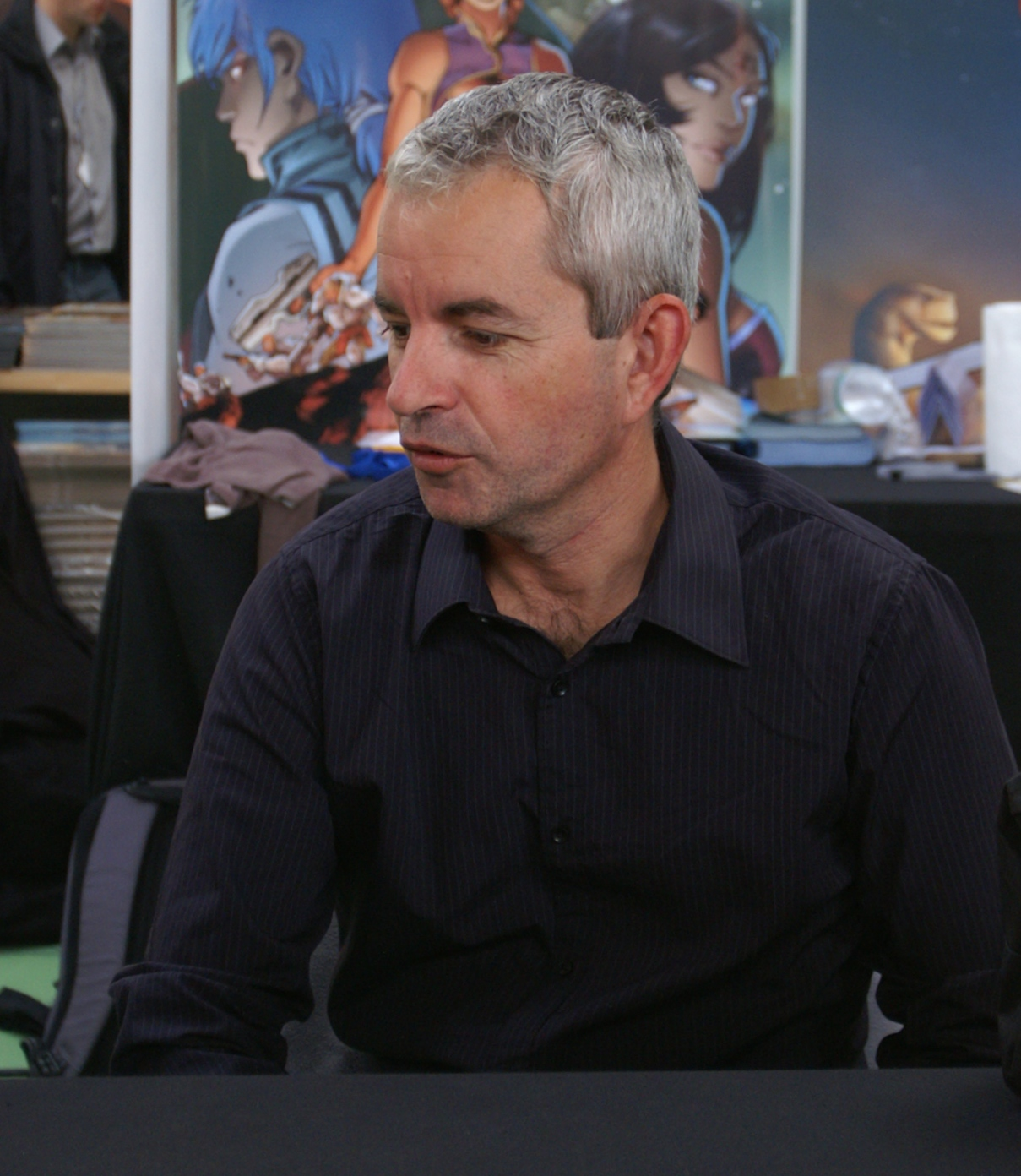
Le scénariste de bande dessinée Jean-Charles Gaudin.
Éric Raffin.
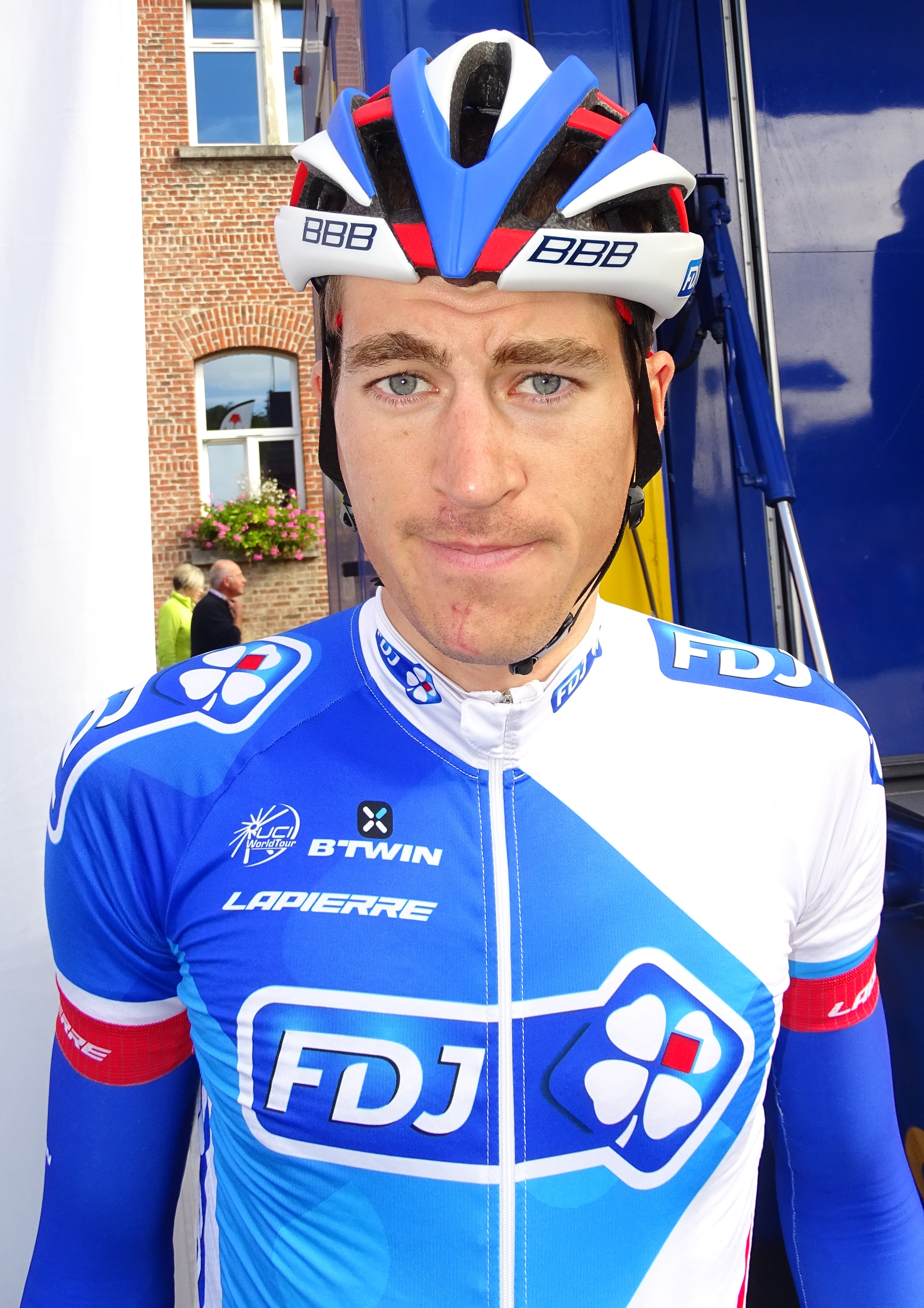
Arnold Jeannesson.
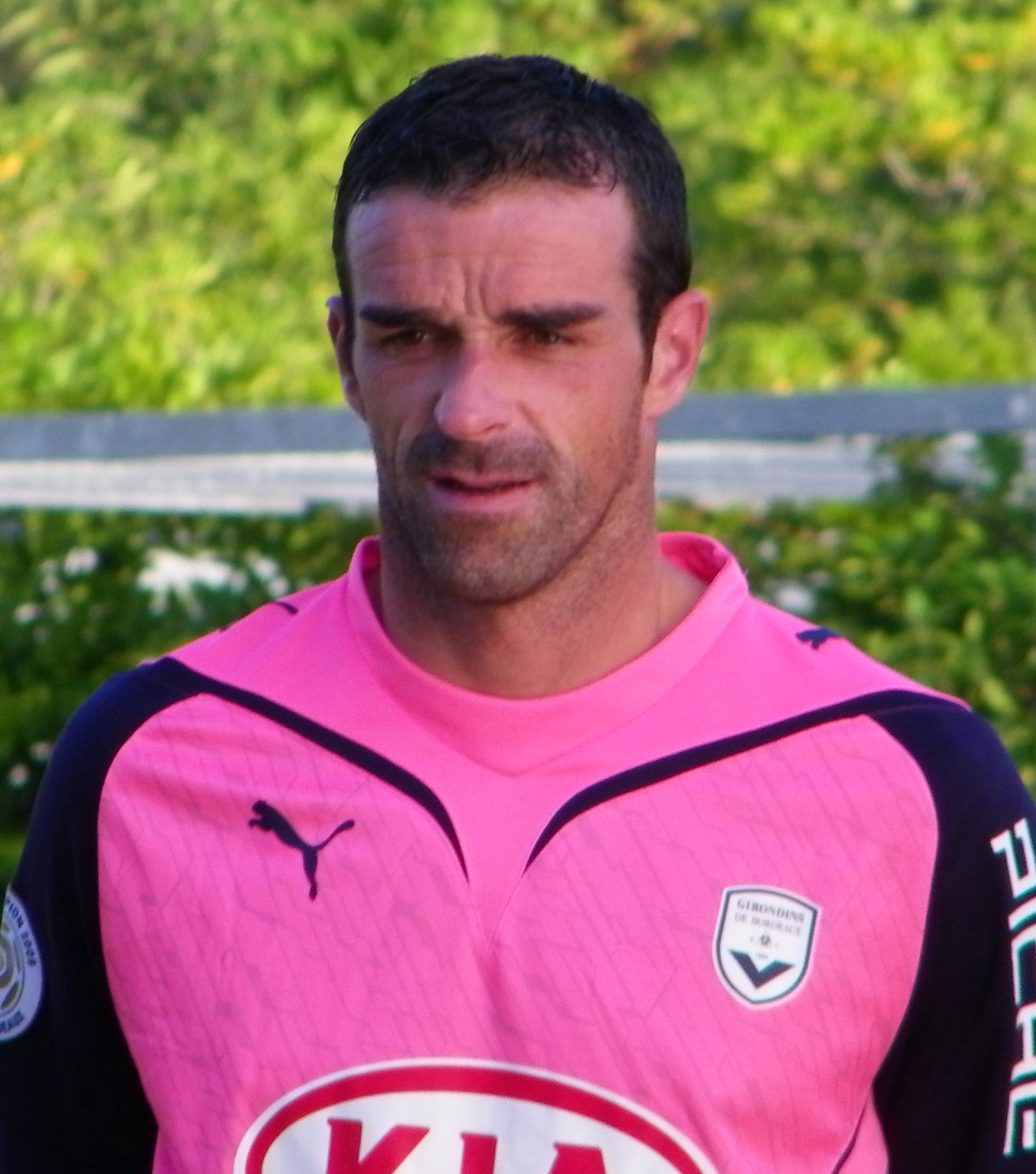
Ulrich Ramé.
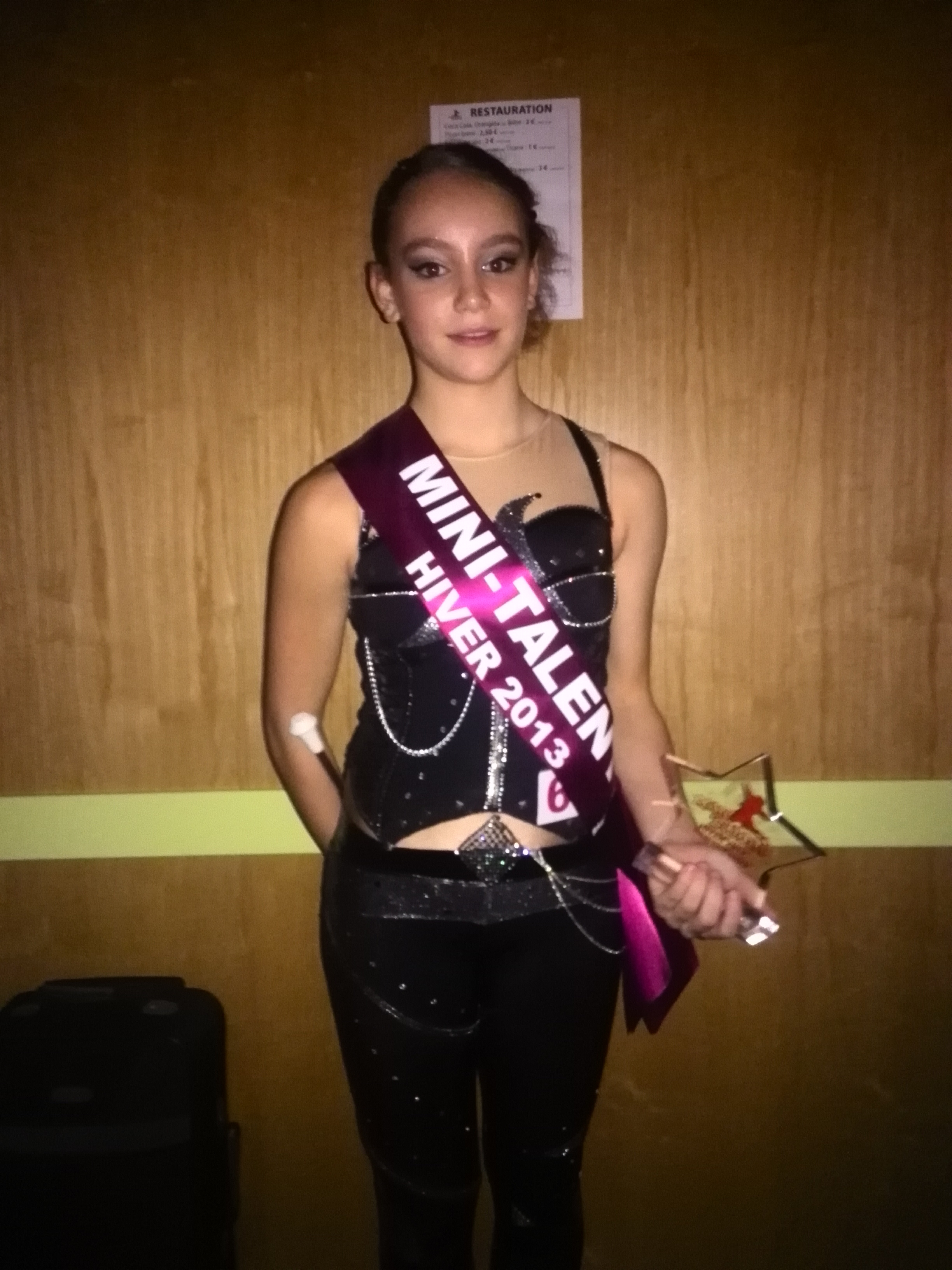
Cassandra Guilaine.

## Sports
- Challans a un passé sportif plutôt dynamique. En effet, durant les années 1970-1980 la ville est restée pendant une dizaine d'années au plus haut niveau du championnat national de basket-ball ; l'équipe évolue désormais en Nationale masculine 1, troisième échelon national, sous la dénomination de Vendée Challans Basket.
- La ville a accueilli le Tour de France en 1999 et le départ de cette compétition y a été donné en 2005.
- Avec ses courses hippiques mais aussi son jumping national (juillet), Challans est une place forte de l'équitation.
- Le Roller Skating de Challans participe également aux compétitions (lesquelles ? de jumping), grâce notamment à ses équipes de vitesse et de hockey.
- L'ESM Athlétisme a organisé en 2006 à Challans à l'hippodrome des Noues le championnat de France de cross-country hommes et femmes, dit le National. Le même hippodrome, dénommé désormais Eric-Raffin, a accueilli, les 1er et 2 mars 2025, une nouvelle édition de ces championnats.
- L'ESM Twirling de Challans compte de nombreux titres grâce à ses nombreux licenciés.[précision nécessaire]
- Le cyclotourisme est représenté à Challans. Il compte 150 adeptes qui se retrouvent tous les dimanches matin au petit palais de la foire pour un départ en groupes de différents niveaux. L'association VCC, vélo club challandais de cyclotourisme, fait partie du VCC compétition qui a une très bonne école de cyclisme. Les CRM (Cyclos-Randonneurs du Marais) constituent l'autre club essentiellement orienté vers le cyclotourisme, en dehors de toute compétition.

## Jumelage
- Saronno (Italie) depuis 2004

## Identité visuelle

Logotype (jusqu'en 2021).

- Logotype 
 (jusqu'en 2021).